# Provincia di Zagora
La provincia di Zagora è una delle province del Marocco, parte della regione di Drâa-Tafilalet.

## Geografia antropica

### Suddivisioni amministrative
La provincia di Zagora conta due municipalità e 22 comuni:

#### Municipalità
- Agdz
- Zagora

#### Comuni
- Afella N'Dra
- Afra
- Ait Boudaoud
- Bleida
- Bni Zoli
- Bouzeroual
- Errouha
- Fezouata
- Ktaoua
- Mezguita
- M'Hamid El Ghizlane

- N'Kob
- Oulad Yahia Lagraire
- Taftechna
- Taghbalte
- Tagounit
- Tamegroute
- Tamezmoute
- Tansifte
- Tazarine
- Ternata
- Tinzouline